# جمیل بایک
جمیل بایک (۱۹۵۱، کبان، الازیغ) که به جمعه نیز معروف است، یکی از اعضای مؤسس پ‌ک‌ک است که هنوز در قید حیات است. بایک عضو شورای فرماندهی پ‌ک‌ک است؛ در عین حال او یکی از ۱۲ عضو شورای فرماندهی شاهین‌های آزاد کردستان -یک سازمان فراگیر سیاسی کرد که پ‌ک‌ک نیز بخشی  از آن است. همچنین او به همراه مراد کارایلان، رهبر پ‌ک‌ک و باهوز اردل -یک کرد اهل کردستان سوریه، کمیته احزایی پ‌ک‌ک را تشکیل می‌دهند.
بایک که از کردهای علوی ترکیه است در کنگره اول حزب در سال ۱۹۷۸ به عنوان قائم‌مقام رسمی دبیرکل سازمان انتخاب شد. بدین صورت بایک تا سال ۱۹۹۵ پس از اوجالان، نفر دوم سازمان بود. در این سال او به جای فرمانده شاخه نظامی سازمان، ارتش آزادی خلق کردستان منصوب شد. در اوائل دهه ۱۹۹۰، او مسئول آکادمی مصعوم کرکماز در دره بقاع لبنان تحت کنترل سوریه بود.
پس از دستگیری اوجالان -رهبر سازمان- بایک با مراد کارایلان علیه تجدیدنظرطلبان همکاری کرد. در نتیجه رهبران تجدیدنظرطلب پ‌ک‌ک چون عثمان اوجالان و نظم‌الدین تاش -که قبلاً بر سر یک کشمکش برای رهبری سازمان، بایک را علیه عثمان اوجالان پشتیبانی کرده بود- و کانی یلماز، پ‌ک‌ک را ترک گفتند. زان پس کارایلان به همراه بایک، رهبری را در پ‌ک‌ک به عهده گرفتند. موضع بایک زمانی که باهوز اردل به فرماندهی جناح نظامی جدید سازمان رسید، در ضعف قرار داشت. از آن پس بایک، رهبری سیاسی
در پ‌ک‌ک بوده است.
در مصاحبه‌ای که نشریه ایندیپندنت در سال ۲۰۰۷ با بایک داشت او را فرد دوم پ‌ک‌ک نامید.
| پیشین: معصوم کرکماز | فرمانده نیروهای مدافع خلق ۱۹۸۶–۱۹۹۵ | پسین: نظام‌الدین تاش |